# Philipp Pöllitzer
Philipp Pöllitzer OMI (* 18. Januar 1940 in Mörtelsdorf) ist ein österreichischer Ordensgeistlicher und emeritierter römisch-katholischer Bischof von Keetmanshoop in Namibia.

## Leben
Philipp Pöllitzer trat der Ordensgemeinschaft der Oblaten der Unbefleckten Jungfrau Maria bei, legte 1960 die Profess ab und empfing am 17. Dezember 1965 durch den Erzbischof von Salzburg, Andreas Rohracher, das Sakrament der Priesterweihe. Er gehörte zur österreichischen Delegatur der Ordensgemeinschaft, die heute ein Teil der Mitteleuropäischen Ordensprovinz ist.
Am 31. Mai 2007 ernannte ihn Papst Benedikt XVI. zum Bischof von Keetmanshoop. Die Bischofsweihe spendete ihm der Apostolische Nuntius in Namibia, Erzbischof James Patrick Green, am 14. Juli desselben Jahres. Mitkonsekratoren waren Liborius Ndumbukuti Nashenda OMI, Erzbischof von Windhoek, und Jabulani Adatus Nxumalo OMI, Erzbischof von Bloemfontein.
Papst Franziskus nahm am 21. Juli 2017 seinen altersbedingten Rücktritt an.